# Беркануш
Беркануш (вірм. Բերքանուշ) — село в марзі Арарат, у центрі Вірменії. Село розташоване на трасі Єреван — Степанакерт, неподалік від залізниці Масіс — Єрасх, за 4 км на північний захід від міста Аштарака, поруч із селами Мргаван, Далар та Баграмян.